# International Society for the Protection of Animals
Die International Society for the Protection of Animals (ISPA) war eine international tätige Tierschutzorganisation. Sie wurde 1959 gegründet und ging 1981 mit der World Federation for the Protection of Animals zusammen, um sich zur World Society for the Protection of Animals zu vereinigen.

## Gründung und Ziele
1959 gründeten amerikanische und englische Tierschützer die Organisation, um international im Tierschutz tätig werden zu können. Die Gesellschaft war als internationales Exekutivorgan der American Society for the Prevention of Cruelty to Animals (ASPCA) und der Humane Association vorgesehen.

## Aktionen
Eine der selbstgestellten Hauptaufgaben der Tierschützer war die Überwachung des grenzüberschreitenden Tierschmuggels an Flughäfen, wofür Beobachter in den Frachtabteilungen der größten internationalen Flughäfen zugegen waren. Die ISPA konnte verschiedene Schmuggelmethoden enthüllen, sowohl für lebende Tiere als auch für Tierprodukte, wie etwa Felle von illegal getöteten Großkatzen.
Ein weiteres Einsatzgebiet war die Katastrophenreaktion, um Tiere in Notsituationen zu versorgen:
- 1959–1963 wurden in der „Operation Noah“ Wildtiere aus der Umgebung des Sambesi evakuiert, der zur Kariba-Talsperre aufgestaut wurde
- Bei einer Überschwemmung in Suriname 1965 wurden erneut Wildtiere evakuiert
- Erdbeben in Peru vom 31. Mai 1970; die ISPA bewahrte tausende von Nutztieren vor der Notschlachtung
- bei der Dürre in Indien 1971 leitete die ISPA einen großen Rindertrieb über 1500 Kilometer in grünes Weideland
- nach der Operation Atilla 1974 rettete die ISPA die Schweine von Nordzypern, die der türkischen Besatzungsmacht lästig waren. Auch zum Teil durch Napalm vergiftete Hühner, Esel und Hunde wurden versorgt.
- 1976 fand bei der Aufstauung des Bayanosees in Panama die „Operation Noah II“ statt, die 50.000 Dollar kostete und etwa 4000 Wildtiere aus den Fluten rettete.